# Next Generation
Next Generation (também conhecida como NextGen) foi uma revista de videogames que foi publicada pela Imagine Media (agora Future US). Foi afiliada e compartilhou o editorial com a revista Edge, do Reino Unido. A Next Generation foi publicada de janeiro de 1995 a janeiro de 2002. Era publicada por Jonathan Simpson-Bint e editado por Neil West. Outros editores incluíram Chris Charla, Tom Russo e Blake Fischer.
A Next Generation inicialmente cobriu os consoles de 32 bits, incluindo o 3DO, o Atari Jaguar e o ainda inédito Sony Playstation e Sega Saturn. Ao contrário das concorrentes GamePro e Electronic Gaming Monthly, a revista foi direcionada a um público diferente, concentrando-se na indústria em si, em vez de jogos individuais.

## História de publicação
A revista foi publicada pela GP Publications até maio de 1995, quando a editora foi adquirida pela Imagine Media.
Em setembro de 1999, a Next Generation foi redesenhado, abreviando seu nome de capa para simplesmente NextGen. Isso iniciaria o que ficou conhecido como "Ciclo de vida 2" da revista. Um ano depois, em setembro de 2000, a largura da revista foi aumentada de seu padrão de 8 polegadas para 9 polegadas, no entanto, este formato mais amplo durou menos de um ano. Os assinantes da Next-Gen Magazine receberam edições da revista PlayStation quando o ciclo de vida da revista foi encerrado.
A marca foi ressuscitada em 2005 pela Future Publishing USA como um site direcionado à indústria, o Next-Gen.biz. Ele carrega os mesmos artigos e editoriais da revista impressa e, na verdade, reimprime muitos artigos da Edge, a revista irmã do Reino Unido para a Next-Gen. Em julho de 2008, o Next-Gen.biz foi renomeado como Edge-Online.com.

## Conteúdo
O conteúdo da Next Generation não foca em capturas de tela, orientações e códigos de trapaça. Em vez disso, o conteúdo estava mais focado no desenvolvimento de jogos a partir de uma perspectiva artística. Entrevistas com pessoas na indústria de jogos geralmente apresentavam perguntas sobre jogos em geral, e não sobre os detalhes do mais recente jogo ou sistema de jogo no qual eles estavam trabalhando.
A Next Generation foi publicada pela primeira vez antes do lançamento norte-americano do Sega Saturn e do Sony PlayStation, e grande parte do conteúdo inicial estava na expectativa desses consoles.
Além das colunas regulares, a revista não usava as linhas de produção. Os editores explicaram que sentiram que toda a equipe da revista deveria compartilhar o crédito ou responsabilidade por cada artigo e análise, mesmo aqueles escritos por indivíduos.
O sistema de ranking de análise foi baseado em um número de estrelas (1 a 5) que classificaram os jogos com base em seus méritos gerais em comparação com os jogos que já estavam por aí.
A Next Generation tinha algumas seções editoriais como "The Way Games Ought To Be" (A Maneira Como os Jogos Deveriam Ser) (originalmente escrito todos os meses pelo designer de jogos Chris Crawford) que tentava fornecer críticas construtivas sobre as práticas padrão na indústria de videogames.
A construção e o design da revista eram decididamente simples e limpos, com a tampa traseira sem publicidade inicial, um desvio da maioria das outras revistas de jogos. Os primeiros vários anos da Next Generation tinham um estoque de capa de acabamento laminado fosco, diferente das capas de papel brilhante de seus concorrentes. A revista se afastou deste estilo de capa no início de 1999, apenas para voltar no final de 2000.

## História das edições
| Edição                     | Apresenta                                                     |
| -------------------------- | ------------------------------------------------------------- |
| v1 #1 (Janeiro de 1995)    | New game consoles                                             |
| v1 #2 (Fevereiro de 1995)  | Online gaming                                                 |
| v1 #3 (Março de 1995)      | PlayStation                                                   |
| v1 #4 (Abril de 1995)      | Atari Jaguar                                                  |
| v1 #5 (Maio de 1995)       | Ultra 64                                                      |
| v1 #6 (Junho de 1995)      | Crossfire                                                     |
| v1 #7 (Julho de 1995)      | Wipeout                                                       |
| v1 #8 (Agosto de 1995)     | Sega Saturn TV Commercials                                    |
| v1 #9 (Setembro de 1995)   | Destruction Derby                                             |
| v1 #10 (Outubro de 1995)   | Madden NFL '96                                                |
| v1 #11 (Novembro de 1995)  | Virtua Fighter's Sarah Bryant                                 |
| v1 #12 (Dezembro de 1995)  | 32-bit Videogame Report                                       |
| v2 #13 (Janeiro de 1996)   | Ridge Racer Revolution                                        |
| v2 #14 (Fevereiro de 1996) | Ultra 64                                                      |
| v2 #15 (Março de 1996)     | Next Generation 1996 Lexicon                                  |
| v2 #16 (Abril de 1996)     | How to get a job in the video game industry                   |
| v2 #17 (Maio de 1996)      | Codename: Tenka                                               |
| v2 #18 (Junho de 1996)     | Microsoft future for gaming: DirectX                          |
| v2 #19 (Julho de 1996)     | Past, present, and future of online gaming                    |
| v2 #20 (Agosto de 1996)    | Super Mario 64                                                |
| v2 #21 (Setembro de 1996)  | Next Generation's Top 100 Games of All-time                   |
| v2 #22 (Outubro de 1996)   | Venture capital in game development                           |
| v2 #23 (Novembro de 1996)  | Artificial Life                                               |
| v2 #24 (Dezembro de 1996)  | PlayStation vs Nintendo 64 vs Sega Saturn                     |
| v3 #25 (Janeiro de 1997)   | Net Yaroze                                                    |
| v3 #26 (Fevereiro de 1997) | Videogame Myths                                               |
| v3 #27 (Março de 1997)     | Top 10 online gaming sites                                    |
| v3 #28 (Abril de 1997)     | Retrogaming                                                   |
| v3 #29 (Maio de 1997)      | Something is wrong with the Nintendo 64                       |
| v3 #30 (Junho de 1997)     | Why does a game cost $50                                      |
| v3 #31 (Julho de 1997)     | What makes a Good Game                                        |
| v3 #32 (Agosto de 1997)    | Video game packaging                                          |
| v3 #33 (Setembro de 1997)  | Design documents                                              |
| v3 #34 (Outubro de 1997)   | The future of game consoles                                   |
| v3 #35 (Novembro de 1997)  | 25 Breakthrough Games                                         |
| v3 #36 (Dezembro de 1997)  | Independent game developers                                   |
| v4 #37 (Janeiro de 1998)   | The most important people in the American video game industry |
| v4 #38 (Fevereiro de 1998) | hardcore gaming                                               |
| v4 #39 (Março de 1998)     | How to get a job in the game industry                         |
| v4 #40 (Abril de 1998)     | What the Hell Happened?                                       |
| v4 #41 (Maio de 1998)      | The Fall of BMG Interactive                                   |
| v4 #42 (Junho de 1998)     | How games will conquer the world                              |
| v4 #43 (Julho de 1998)     | The Licensing Game                                            |
| v4 #44 (Agosto de 1998)    | The Console Wars of 1999                                      |
| v4 #45 (Setembro de 1998)  | Dreamcast: The Full Story                                     |
| v4 #46 (Outubro de 1998)   | A Question of Character                                       |
| v4 #47 (Novembro de 1998)  | The secret of Namco's success                                 |
| v4 #48 (Dezembro de 1998)  | Do video games stand a chance in Hollywood                    |
| v5 #49 (Janeiro de 1999)   | What did Super Mario 64 do for video games                    |
| v5 #50 (Fevereiro de 1999) | Dreamcast Countdown                                           |
| v5 #51 (Março de 1999)     | Physics Matters                                               |
| v5 #52 (Abril de 1999)     | Learning Curves                                               |
| v5 #53 (Maio de 1999)      | Man versus machine                                            |
| v5 #54 (Junho de 1999)     | Dreamcast versus PlayStation 2                                |
| v5 #55 (Julho de 1999)     | Building the Future                                           |
| v5 #56 (Agosto de 1999)    | Rare's Triple Threat                                          |

| Edição                    | Apresenta                               |
| ------------------------- | --------------------------------------- |
| v1 #1 (Setembro de 1999)  | Dreamcast Arrives                       |
| v1 #2 (Outubro de 1999)   | Hooray for Hollywood                    |
| v1 #3 (Novembro de 1999)  | PlayStation 2 arrives                   |
| v1 #4 (Dezembro de 1999)  | The War for the Living Room             |
| v2 #1 (Janeiro de 2000)   | Crunch time                             |
| v2 #2 (Fevereiro de 2000) | The Games of 2000 Will Blow Your Mind   |
| v2 #3 (Março de 2000)     | Raising the Bar                         |
| v2 #4 (Abril de 2000)     | PlayStation 2: Hands-On Report          |
| v2 #5 (Maio de 2000)      | Sega's new deal                         |
| v2 #6 (Junho de 2000)     | Ready for war                           |
| v2 #7 (Julho de 2000)     | Metal Gear Solid 2: Sons of Liberty     |
| v2 #8 (Agosto de 2000)    | The Making of the Xbox                  |
| v2 #9 (Setembro de 2000)  | Dreamcast: The First Anniversary        |
| v2 #10 (Outubro de 2000)  | Broadband Gaming                        |
| v2 #11 (Novembro de 2000) | Nintendo GameCube: Can Nintendo Compete |
| v2 #12 (Dezembro de 2000) | 2001 PlayStation 2 games                |
| v3 #1 (Janeiro de 2001)   | Got Talent: First Party Developers      |
| v3 #2 (Fevereiro de 2001) | Games Grow Up                           |
| v3 #3 (Março de 2001)     | Start your own game company             |
| v3 #4 (Abril de 2001)     | Field of Indrema                        |
| v3 #5 (Maio de 2001)      | Old Systems, New Games                  |
| v3 #6 (Junho de 2001)     | Sega's Next Move                        |
| v3 #7 (Julho de 2001)     | Eidos on Edge                           |
| v3 #8 (Agosto de 2001)    | GameCube Exposed                        |
| v3 #9 (Setembro de 2001)  | Video Game U                            |
| v3 #10 (Outubro de 2001)  | 25 Power Players                        |
| v3 #11 (Novembro de 2001) | Xbox arrives                            |
| v3 #12 (Dezembro de 2001) | Nintendo's GameCube is here             |
| v4 #1 (Janeiro de 2002)   | Xbox review                             |